# Castello di Ruurlo

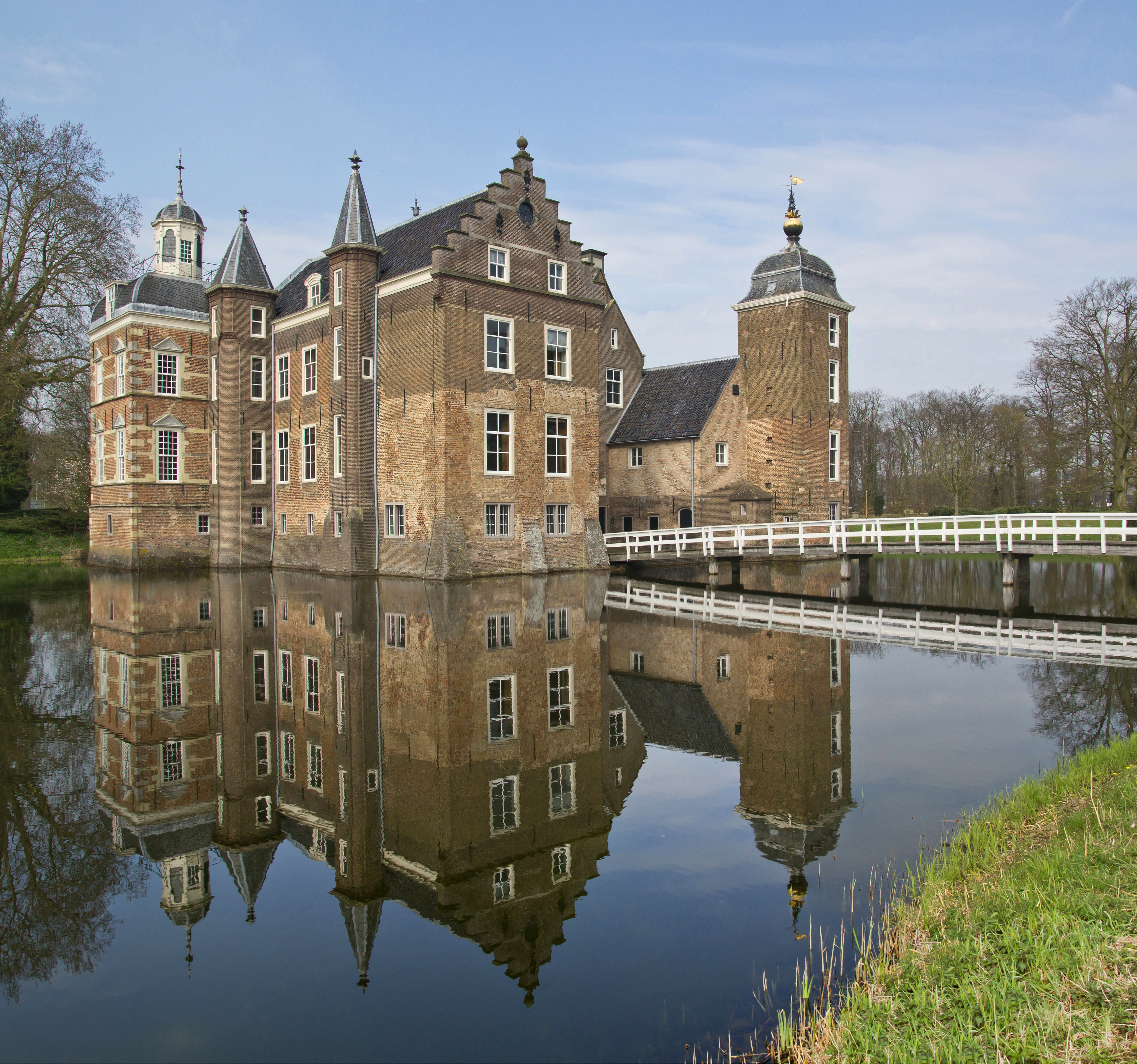
Veduta del castello

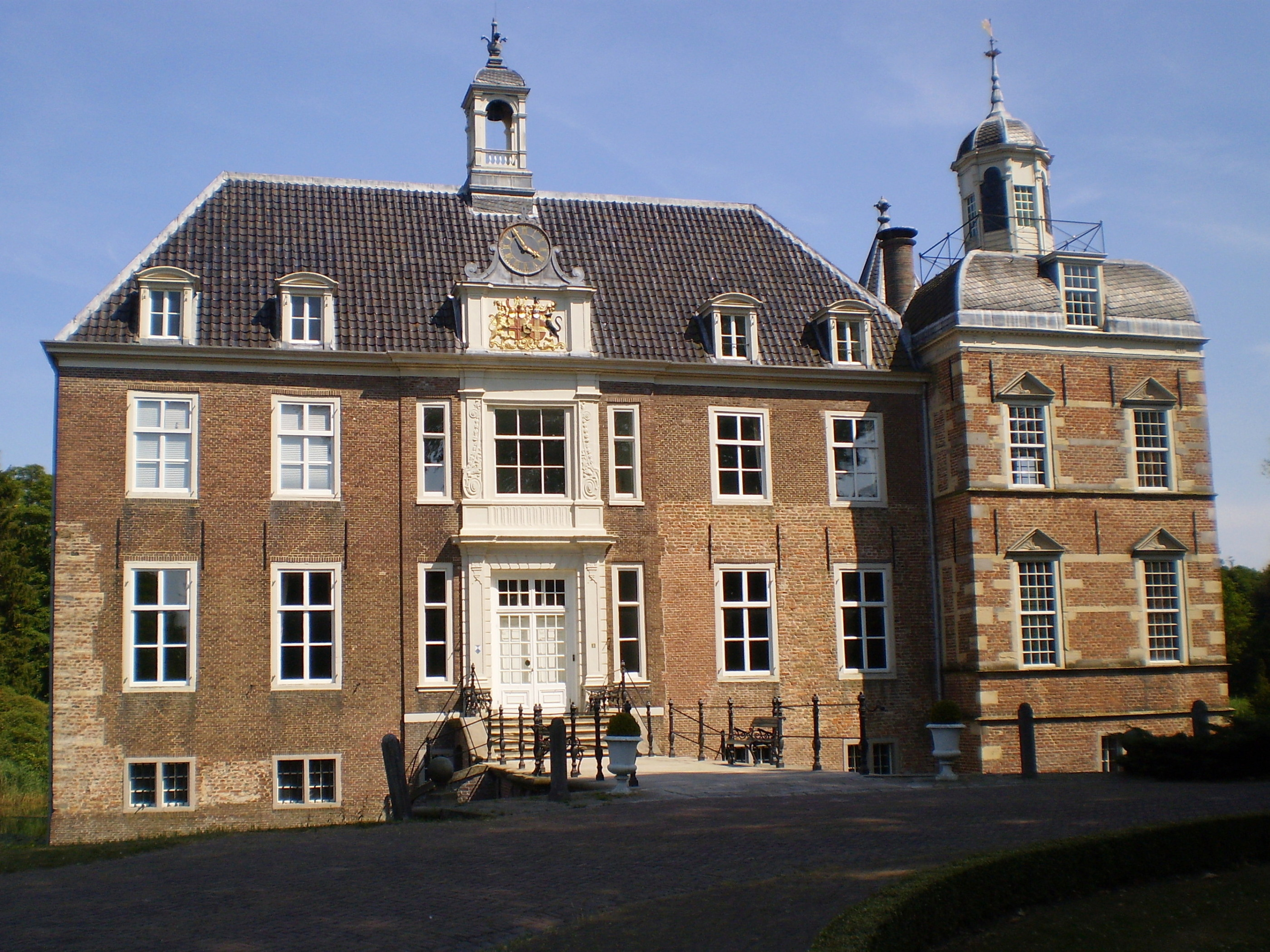
La facciata principale del castello

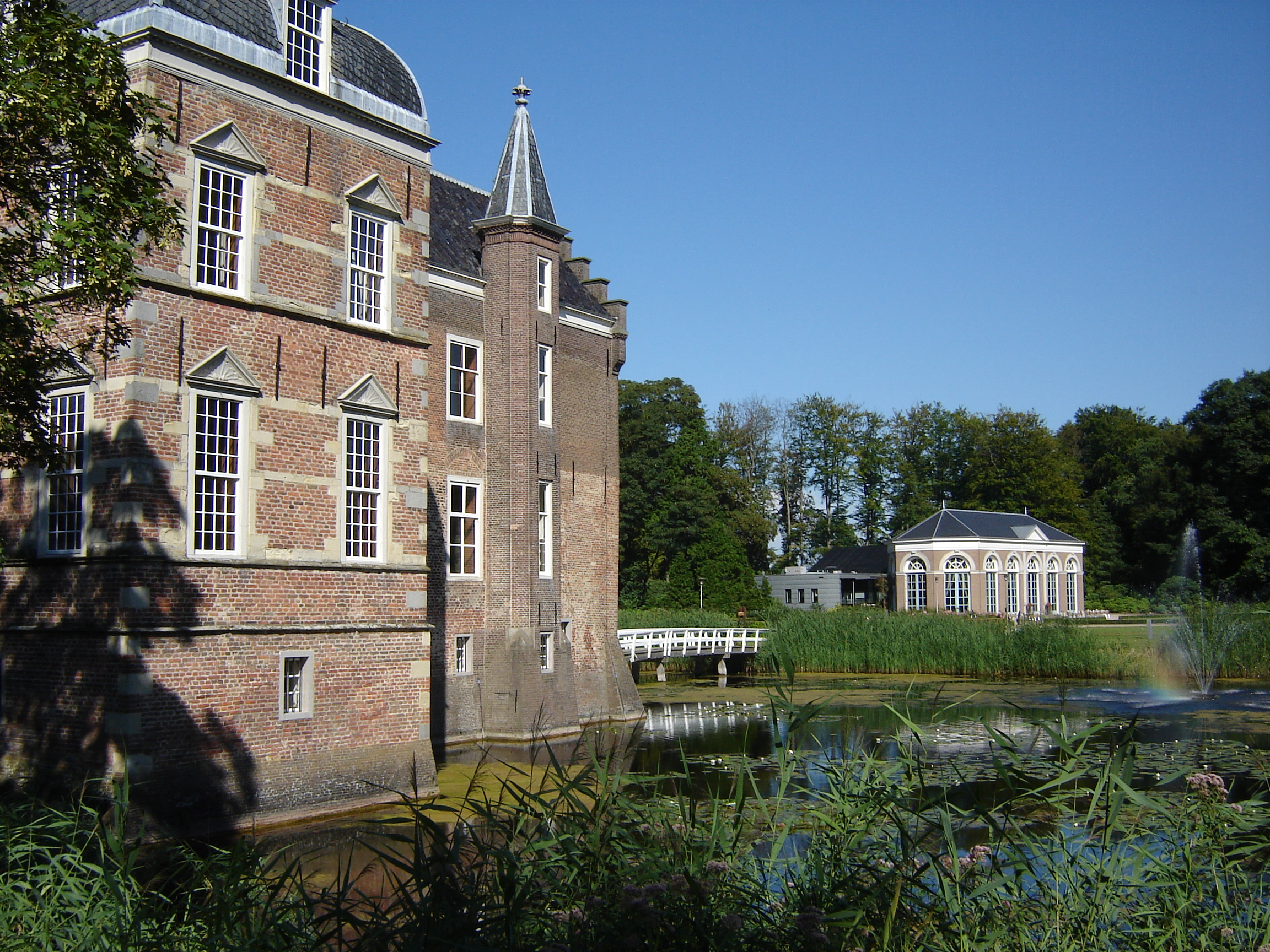
Il castello di Ruurlo e l'orangerie

Il castello di Ruurlo (in olandese Kasteel Ruurlo o Huis (te) Ruurlo o Huize Ruurlo) è uno storico edificio  del villaggio olandese di Ruurlo (comune di Berkelland), nella regione dell'Achterhoek (provincia della Gheldria), costruito tra gli inizi del XIV secolo e gli inizi del XVIII secolo. Fu di proprietà delle famiglie Van Holthuizen e Van Heeckeren.
L'edificio è classificato come rijksmonument nr. 529502.

## Storia
Il castello di Ruurlo venne menzionato per la prima volta nel 1326. In origine, l'edificio era di proprietà della famiglia Van Holthuizen, prima di passare nel corso del XV secolo nelle mani della famiglia Van Heeckeren.
Tra i membri di quest'ultima famiglia a essere prorietari del castello vi fu Agnes, che ereditò il castello nel 1609 in seguito alla morte dei suoi otto fratelli.
L'edificio venne in seguito più volte modificato, in particolare nel 1572 e agli inizi del XVII secolo, quando venne aggiunta una torre.
Nel 1628, a causa dei debiti, la famiglia Van Heeckeren dovette cedere l'edificio ad Adriaan Schimmelpennick van der Oye. Il castello tornò però nelle mani dei Van Heeckeren nel 1727, quando un membro di questa famiglia lo riacquistò per la cifra di 70.000 fiorini da un membro della famiglia Van Heeckeren.
In seguito, vennero apportate ulteriore modifiche al castello, che tra il 1727 e il 1729 acquisì il suo aspetto definitivo. Nel 1760 la torre della facciata del castello fu dotata di un orologio, al quale nel 1874 venne aggiunto un quadrante, realizzato dalla ditta parigina Borrel.
Agli inizi del XIX secolo, venne poi realizzato attorno al castello un giardino all'inglese, che vide in seguito gli interventi di architetti quali J.P. Posth, Jan David Zocher jr. e Louis Paul Zocher, e sempre, nel corso del XIX secolo, gli interni del castello di Ruurlo vennero arredati con mobii provenienti dalla Huis De Voorst di Zutphen Nel 1879 venne poi realizzata l'orangerie, che sarebbe stata poi modificata in una sala da tè nel 2003.
Alla fine degli anni settanta, il castello venne acquisito dal comune di Ruurlo e a partire dal 1984, dopo un'opera di restauro (1982-1983 venne utilizzato come municipio, funzione che assolse fino al 2005, anno in cui fu soppressa la municipalità di Ruurlo. In seguito, nel 2013, il castello venne ceduto a Hans Melchers (1938-2023), uno degli uomini d'affari più ricchi dei Paesi Bassi.
In seguito, a  partire dal 2017, il castello di Ruurlo divenne una delle sedi del Museo More.

## Architettura
Il castello è a forma quadrangolare ed è realizzato in mattoni. Gli interni sono il risultato del lavoro di varie epoche, anche se prevalgono gli stili barocco e rococò caratteristici del XVIII secolo.